# Плопу (Вранча)
Плопу (рум. Plopu) — село у повіті Вранча в Румунії. Входить до складу комуни Гура-Каліцей.
Село розташоване на відстані 148 км на північний схід від Бухареста, 19 км на південний захід від Фокшан, 86 км на захід від Галаца, 105 км на схід від Брашова.

## Населення
За даними перепису населення 2002 року у селі проживали 439 осіб, усі — румуни. Усі жителі села рідною мовою назвали румунську.